# Municipalskatt
Municipalskatt var under åren 1900–1970 en form av skatt som utöver kommunalskatten uttaxerades av invånarna i municipalsamhällena i syfte att finansiera tillämpningen av den eller de stadsstadgor som gällde där (i några få av dessa samhällen sköttes de municipala angelägenheterna av kommunen och någon särskild skatt uttaxerades därför ej). Vid kommunreformen 1971 infördes enhetlig kommuntyp och de kvarvarande municipalsamhällena upplöstes, varvid municipalskatten upphörde.